# Beuren (Ilsfeld)
Beuren ist eine Wüstung auf der Gemarkung von Ilsfeld im Landkreis Heilbronn im nördlichen Baden-Württemberg.

## Geografie
Beuren liegt im Westen der Gemarkung von Ilsfeld. Das einstige Dorf Beuren lag am rechten Ufer der Schozach auf einer Anhöhe am Ende des Steinhäldewegs, die Markung erstreckte sich im Winkel zwischen den Verbindungswegen von Ilsfeld nach Schozach und Neckarwestheim.

## Geschichte
Um Ilsfeld befinden sich insgesamt zehn totale Ortswüstungen, die vermutlich zur Zeit der Alamannen besiedelt wurden. Aus einzelnen Gehöften haben sich dort dorfähnliche Siedlungen entwickelt. Die zugehörige Markung umfasste üblicherweise drei Zelgen mit insgesamt durchschnittlich 800 Morgen Land, die ausreichend zur Ernährung von rund 100 bis 200 Menschen waren. Diese Siedlungen wurden zumeist bis zum 14. Jahrhundert wieder aufgegeben, fünf von ihnen sind in Ilsfeld aufgegangen, wo sich ein Herrenhof befand. 
Der Ort lag wie auch das benachbarte ebenfalls abgegangene Bustatt und das noch bestehende Abstatt nur wenige Meter entfernt von der historischen, bereits zur Zeit der Römer genutzten Heerstraße, die von Lauffen am Neckar kommend nach Osten führt und sich im weiteren Verlauf mit der von Heilbronn kommenden Hällischen Straße zur Hohen Straße  nach Schwäbisch Hall vereint. Mit dem Übergang Lauffens an Württemberg im 14. Jahrhundert verlor die Heerstraße im Bereich des Schozachtals als Verbindungsweg von Besitztümer fränkischer Adelsgeschlechter ihre Bedeutung. Der Niedergang vieler Orte um Ilsfeld, wo sich insgesamt zehn Wüstungen nachweisen lassen, könnte darin ihre Ursache haben.
Beuren erscheint bereits in den ältesten Quellen aus dem 15. Jahrhundert nur als Flurname und war zu diesem Zeitpunkt als Ort wohl schon aufgegeben. Die Zelgen Beurens hießen: Lauffener Feld (heute: Beurenfeld), Nußgrund und Dietersberg. Der bei Beuren in die Schozach mündende Hürbelbach ist im Mündungsbereich seit langer Zeit künstlich umgeleitet. Diese Umleitung könnte noch aus der Zeit des Ortes Beuren stammen und dem Antrieb einer Mühle gedient haben. Die Markung Beurens ging nach Auflösung des Ortes in der Markung von Ilsfeld auf.